# Зилфикаров, Шамиль Курбанисмаилович
Шамиль Курбанисмаилович Зилфикаров (род. 4 октября 1998) — российский самбист и дзюдоист, бронзовый призёр первенства России по дзюдо среди кадетов 2015 года, бронзовый призёр первенств России по самбо среди кадетов и юниоров, бронзовый призёр соревнований по самбо Всероссийской спартакиады 2022 года, чемпион России по самбо 2022 года,  чемпион мира по самбо 2022 года, мастер спорта России. Выступал в весовой категории до 71 кг. Проживал Нижневартовске и Тюмени.
Наставником Зилфикарова является Виктор Воробьёв. Зилфикаров стал первым чемпионом мира по самбо среди мужчин в истории Югры.

## Спортивные результаты
- Кубок России по дзюдо 2017 — ;
- Кубок России по дзюдо 2018 — ;
- Самбо на Всероссийской спартакиаде 2022 — ;
- Чемпионат России по самбо 2022 — ;
- Кубок России по самбо 2023 — ;